# Fictionnalisme modal
Le fictionnalisme modal est un terme employé en philosophie et plus particulièrement en métaphysique de la modalité, pour décrire la position qui soutient que la modalité peut être analysée en termes de fiction relativement aux mondes possibles. La théorie se présente en deux versions : Forte et modérée. Les deux positions ont été exposées pour la première fois par Gideon Rosen à partir de 1990. 

## Fictionnalisme fort relativement aux mondes possibles
Selon le fictionnalisme fort relativement aux mondes possible (autre nom pour un fictionnalisme modal fort), les bi-conditionnels suivants sont nécessaires et précisent les conditions de vérité pour certains cas de prétentions modales :
1. P est possible si la traduction de P dans le langage d'une fiction F (contenant les mondes possibles) est valide selon F.
2. P est nécessaire si la traduction de P dans le langage d'une fiction F (contenant les mondes possibles) est toujours valide.

Les partisans récents de ce point de vue ont ajouté d'autres spécifications à ces bi-conditionnels pour contrer certaines objections. Dans le cas des revendications de possibilité, la version révisée de la bi-conditionnallité est ainsi énoncée : (1.1) P est possible ssi dans cet univers, présentement, la traduction de P dans le langage d'une fiction F et valide selon F

## Fictionnalisme modéré relativement aux mondes possibles
Selon une version modérée du fictionnalisme relativement aux mondes possibles, ceux-ci peuvent être correctement compris comme impliquant une référence à une fiction, mais les bi-conditionnels susmentionnés ne devraient pas être considérés comme une analyse de certains cas de modalité.

## Source de la traduction
- (en) Cet article est partiellement ou en totalité issu de l’article de Wikipédia en anglais intitulé « Modal fictionalism » (voir la liste des auteurs).